# August Eigruber
August Eigruber (Steyr, 16 aprile 1907 – Landsberg am Lech, 28 maggio 1947) è stato un militare austriaco nazista, Gauleiter e Reichsstatthalter del Reichsgau Oberdonau e Landeshauptmann dell'Alta Austria. Fu condannato per crimini contro l'umanità nel campo di concentramento di Mauthausen-Gusen e impiccato.

## Biografia

### Primi anni e carriera nazista
Studiò geodesia e meccanica presso l'istituto federale austriaco di insegnamento per la lavorazione del ferro e dell'acciaio. Successivamente fu attivo nella sua professione.
Nel novembre 1922, entrò a far parte della Gioventù Operaia Nazionalsocialista d'Austria, di cui divenne leader nel 1925. Nell'aprile 1928, aderì al Partito Nazista, di cui assunse la direzione del distretto di Steyr-Land nell'ottobre 1930. Per le sue attività nel NSDAP, partito vietato in Austria, venne condannato a diversi mesi di carcere. Dal maggio 1935 divenne Gaugeschäftsführer per il partito NSDAP nel Gau dell'Alta Austria, ed assunse la guida completa del Gau a partire dal 1936.

### Ascesa al potere nello stato nazista
Dopo l'Anschluss, fu nominato Landeshauptmann dell'Alta Austria, il 14 marzo 1938. Il 10 aprile venne eletto membro del Reichstag tedesco, in rappresentanza dell'Austria. Il 1º giugno 1938, Eigruber entrò a far parte delle SA, con il grado di SA-Brigadeführer a partire dal 12 marzo. Il 25 luglio entrò anche nelle SS come Standartenführer sempre con decorrenza 12 marzo. Il 22 maggio, Adolf Hitler lo nominò Gauleiter del Reichsgau Oberdonau. Riunì così sotto il suo controllo i più alti uffici di partito e di governo nella sua giurisdizione.
Nel settembre 1938, Gauleiter Eigruber partecipò al Reichsparteitag di Norimberga. Quando i nazisti di Passavia si incontrarono al Deutschmeister Inn, Eigruber si unì ai suoi alleati e ricordò la loro impresa durante il Kampfjahre.
Salì al grado di SS-Brigadeführer nel gennaio 1939 e di SS-Gruppenführer nel novembre 1940. Il 1º aprile 1940, fu insediato come governatore del Reich (Reichsstatthalter) di Oberdonau. Nel luglio 1940, la Donau-Zeitung annunciò che August Eigruber si sarebbe recato a Passavia in nave dove sarebbe stato accolto cerimonialmente al municipio e avrebbe assistito all'ultima commedia di Hans Baumann. Il 16 novembre 1942, arrivò la sua nomina a Commissario per la Difesa del Reich (Reichsverteidigungskommissar) per il suo Gau. Il 21 giugno 1943, Eigruber fu promosso al grado di SS-Obergruppenführer.
Verso la fine della guerra, mentre le forze statunitensi si avvicinavano alla sua capitale a Linz, proclamò la città una "fortezza" da difendere ad oltranza. Poco dopo l'inizio dell'offensiva, il 5 maggio 1945, fuggì e proclamò Linz città aperta. Riuscì a nascondersi utilizzando documenti di identificazione falsi fino all'11 agosto 1945, ma fu arrestato dal controspionaggio dell'esercito americano, a Sankt Pankraz (pochi chilometri a sud di Kirchdorf an der Krems).

### Condanna ed esecuzione
Al processo del campo di Mauthausen-Gusen, tenuto sotto la giurisdizione del Tribunale militare internazionale di Dachau, fu condannato a morte per impiccagione il 13 maggio 1946 per la sua responsabilità per i crimini nel campo di concentramento di Mauthausen, dove morirono decine di migliaia di prigionieri. La sentenza fu eseguita nel cortile della prigione di Landsberg am Lech, il 28 maggio 1947.

## Onorificenze
- Medaglia Anschluss, (1938 ca)[7]
- Medaglia della Sudetenland, (1939)[7]
- Gallone d'onore della vecchia guardia, (25 maggio 1938)[7]
- Distintivo dorato del partito, (30 gennaio 1939)[7]
- Medaglia della Sudetenland, (1939)[7]
- NSDAP Long Service Award in bronzo, argento e oro, 1940-1942[7]